# Grupo Desportivo de Sesimbra
Maillots
Le GD Sesimbra est un club de football portugais basé à Sesimbra dans le sud du Portugal.